# ديفيد ستاوت
ديفيد ستاوت (بالإنجليزية: David Stout)‏ (1942، إيري في الولايات المتحدة)؛ صحفي وروائي أمريكي. درس في جامعة نوتر دام.

## روابط خارجية
- ديفيد ستاوت على موقع IMDb (الإنجليزية)